# Vieille maison située 2 rue Ante Protića à Smederevo
La vieille maison située 2 rue Ante Protića à Smederevo (en serbe cyrillique : Стара кућа у Ул. Анте Протића бр. 2 ; en serbe latin : Stara kuća u Ul. Ante Protića br. 2) se trouve à Smederevo, dans le district de Podunavlje, en Serbie. Elle est inscrite sur la liste des monuments culturels protégés de la république de Serbie (identifiant no SK 1714).

## Présentation
La maison a été construite dans les premières décennies du XIXe siècle, probablement pour servir de résidence à un riche marchand.
Elle mesure 11,40 m sur 8,30 m. Elle est dotée de fondations en pierres concassées sur lesquelles s'élève un rez-de-chaussée construit selon le système des colombages avec un remplissage composite en briques ; elle est recouverte d'un toit en tuiles.
La maison (en serbe : kuća) est constituée d'un espace central appelé « kuća », en quelque sorte la « maison » proprement dite, entourée de part et d'autre par deux autres pièces. À l'origine, un porche-galerie s'étendait le long de toute la façade avec un « doksat », une sorte de véranda, qui en constituait une extension ; par la suite, cette partie du bâtiment a été fermée.
En 2005, la maison a été démontée et préparée pour un transfert dans un « etno park » en projet.